# Estaciones cuaresmales
Las estaciones cuaresmales consisten en una compleja liturgia católica, de carácter estacional, que se desarrolla en los días de Cuaresma en la diócesis de Roma. Cada día se reunía la comunidad en una iglesia menor. Allí, el papa pronunciaba una oración y se partía en procesión, cantando las letanías de los santos, hasta una iglesia titular, donde se celebraba la Eucaristía. Las oraciones y las lecturas hacían referencia a los santos y mártires relacionados con esos templos. A veces, la relación era sencilla de identificar; otras era muy rebuscada. Por ejemplo, el día en que se celebraba en san Vital, que fue arrojado a una fosa, se leía la historia del patriarca José, que fue arrojado por sus hermanos a un pozo; en santa Susana, mártir romana, se leía la historia de Susana en el libro de Daniel; en San Marcos, donde está la tumba de los santos Abdón y Senén, que llegaron a Roma desde Persia, se leía la historia de Naamán, que peregrinó desde Siria hasta Israel para encontrarse con el profeta Eliseo; en Santa Prudenciana, se leía un evangelio relacionado con san Pedro, que se alojó en su casa; etc.

## Historia
Esta práctica, que se remonta a los siglos V y VI, tuvo su origen en la antigua costumbre de los papas de celebrar la Eucaristía asistidos por todos los presbíteros de Roma en una de las 43 basílicas estacionales de la ciudad de Roma; aunque el término “estación” se aplicaba ya desde el siglo II a la reunión de la comunidad los días de ayuno y oración (miércoles y viernes). En principio se trataba de reunirse en un lugar conveniente para la liturgia cuaresmal presidida por el obispo de Roma, que honraría sucesivamente con su presencia las comunidades más significativas en la que se ejercía su jurisdicción litúrgica. Con el paso del tiempo, a esta práctica se fue añadiendo la costumbre de que los fieles se reunieran en un lugar fuera de la iglesia para dirigirse luego en procesión hacia ella, llevando, donde la hubiere, la reliquia de la “Vera Cruz”. La procesión era acompañada por el canto de las letanías de los santos. Al pasar de los años esta práctica fue cayendo en desuso, aunque la iglesia de Roma siempre la conservó. Solamente quedó como reminiscencia el hecho de que en los antiguos misales se especificara la iglesia en la cual debía hacerse la estación ese determinado día de Cuaresma. Uno de los ejemplos más comunes es el caso del Miércoles de Ceniza, cuya estación era celebrada en la Basílica de Santa Sabina. El misal decía: “Miércoles de Ceniza: Feria de primera clase. Estación en Santa Sabina”.
Uno de los objetivos de la práctica de estas estaciones cuaresmales es el de resaltar la dimensión peregrinante del camino cuaresmal como itinerario hacia la Pascua, "en comunión con la Iglesia Triunfante, y contemplar con Ella el misterio de la Redención, acompañados precisamente por aquellos que nos han precedido en el peregrinar por el desierto de nuestra existencia terrenal y que ahora se encuentran gozando de la visión beatífica en el Cielo." 

## Listado de estaciones cuaresmales
| Día                             | Basílica                                                                                    |
| ------------------------------- | ------------------------------------------------------------------------------------------- |
| Miércoles de Ceniza             | Sta. Sabina, en el Aventino                                                                 |
| Jueves                          | San Jorge en Velabro                                                                        |
| Viernes                         | Ss. Juan y Pablo, en el Celio                                                               |
| Sábado                          | S. Agustín, en Campo Marzio                                                                 |
| Domingo I de Cuaresma           | S. Juan de Letrán                                                                           |
| Lunes                           | S. Pedro en Cadenas, en Colle Oppio                                                         |
| Martes                          | Sta. Anastasia (S. Teodoro), en el Palatino                                                 |
| Miércoles                       | Sta. María la Mayor                                                                         |
| Jueves                          | S. Lorenzo, en Panisperna                                                                   |
| Viernes                         | Ss. XII Apóstoles, en el Foro de Trajano                                                    |
| Sábado                          | S. Pedro en la Ciudad del Vaticano                                                          |
| Domingo II de Cuaresma          | Sta. María en Domenica alla Navicella                                                       |
| Lunes                           | S. Clemente, junto al Coliseo                                                               |
| Martes                          | Sta. Balbina, en el Aventino                                                                |
| Miércoles                       | Sta. Cecilia, en Trastévere                                                                 |
| Jueves                          | Sta. María en Trastévere                                                                    |
| Viernes                         | S. Vital en Fovea (Via Nazionale)                                                           |
| Sábado                          | Santos Marcelino y Pedro, en Letrán (Via Merulana)                                          |
| Domingo III de Cuaresma         | S. Lorenzo extramuros                                                                       |
| Lunes                           | S. Marcos, en el Capitolio                                                                  |
| Martes                          | S. Prudenciana en el Viminal                                                                |
| Miércoles                       | S. Sixto (Ss. Nereo y Aquiles)                                                              |
| Jueves                          | Ss. Cosme y Damián in Via Sacra (Foros Imperiales)                                          |
| Viernes                         | S. Lorenzo en Lucina                                                                        |
| Sábado                          | Sta. Susana en las Termas de Diocleciano                                                    |
| Domingo IV de Cuaresma          | S. Cruz de Jerusalén                                                                        |
| Lunes                           | Los Cuatro Santos Coronados en el Celio                                                     |
| Martes                          | S. Lorenzo en Dámaso                                                                        |
| Miércoles                       | S. Pablo Extramuros                                                                         |
| Jueves                          | Ss. Silvestre y Martín en el Monte                                                          |
| Viernes                         | S. Eusebio en el Esquilino                                                                  |
| Sábado                          | S. Nicolás in Cárcere                                                                       |
| Domingo V de Cuaresma           | S. Pedro en la Ciudad del Vaticano                                                          |
| Lunes                           | S. Crisógono en Trastevere                                                                  |
| Martes                          | S. Ciríaco (S. María en via Lata al Corso)                                                  |
| Miércoles                       | S. Marcelo en el Corso                                                                      |
| Jueves                          | S. Apolinar en el Campo Marzio                                                              |
| Viernes                         | S. Esteban en el Celio                                                                      |
| Sábado                          | S. Juan ante la Puerta Latina                                                               |
| Domingo de Ramos                | S. Juan de Letrán                                                                           |
| Lunes                           | Sta. Práxedes en el Esquilino                                                               |
| Martes                          | Sta. Prisca all'Aventino                                                                    |
| Miércoles                       | Sta. María la Mayor                                                                         |
| Jueves                          | S. Pedro en la Ciudad del Vaticano (Misa Crismal) -S. Juan de Letrán (Misa in Coena Domini) |
| Viernes                         | Sta. Cruz de Jerusalén (Liturgia de la Pasión del Señor)                                    |
| Sábado                          | S. Juan de Letrán (Vigilia Pascual)                                                         |
| Domingo de Pascua               | Sta. María la Mayor (Misa del día de Pascua de Resurrección).                               |
| Lunes del Ángel                 | S. Pedro en la Ciudad del Vaticano                                                          |
| Martes                          | S. Pablo extramuros                                                                         |
| Miércoles                       | S. Lorenzo extramuros                                                                       |
| Jueves                          | Ss. XII Apóstoles, en el Foro de Trajano                                                    |
| Viernes                         | Sta. María de los Mártires, en Campo Marzio (Panteón)                                       |
| Sábado                          | S. Juan de Letrán                                                                           |
| Domingo II de Pascua (in Albis) | S. Pancracio                                                                                |